# Halloweentown
Halloweentown (titulada Viaje a Halloweentown en Hispanoamérica y Halloweentown: ¡Qué familia la mía! en España) es una película original de Disney Channel de 1998 dirigida por Duwayne Dunham y protagonizada por Kimberly J. Brown, Debbie Reynolds, Joey Zimmerman y Emily Roeske. La película se estrenó el 17 de octubre de 1998 en Estados Unidos.
Es la primera película de la serie de películas Halloweentown.

## Sinopsis
Marnie una niña que está cansada de la sobreprotección de su madre Gwen, quien se niega a dejarla salir en Halloween como a los demás adolescentes y mucho menos, decorar su casa de forma tenebrosa, Marnie vive además con su hermano Dylan y su hermana pequeña Sophie. Lo que Marnie no sabe es que la familia de su madre viene de una mágica ciudad llamada Halloweentown.
Justo esa noche aparece Aggie, la abuela de los niños, quien viene a visitar a sus nietos después de mucho tiempo, sin embargo, Gwen teme que esta repentina visita, tenga algún propósito oculto, y parece no equivocarse. Aggie está muy preocupada porque en Halloweentown están sucediendo cosas muy misteriosas. Le pide ayuda a su hija para hacer frente a esas misteriosas fuerzas que están alterando la vida de la ciudad, además, pretende comenzar con el entrenamiento de bruja de Marnie, quien si  no usa sus poderes antes de la medianoche de su decimotercer Halloween, los perderá para siempre.
Aggie y su hija discuten puesto que no quiere que su madre les hable a sus hijos de la existencia de Halloweentown o de sus poderes. Ambas comienzan a discutir sin saber que Marnie las está escuchando, Marnie ve a su abuela haciendo magia y entonces decide aprender a controlar sus poderes. Pero su abuela se marcha de vuelta a Halloweentown antes que sea medianoche. Marnie trata de seguirla, pero antes de salir de la casa Dylan la descubre y trata de detenerla, al no conseguirlo decide ir con ella para asegurarse de que nada le pase. Ambos siguen a su abuela hasta una parada de autobús mágico que los lleva a Halloweentown. En el autobús se encuentran con Sophie, que los ha seguido. Una vez allí la familia se reúne de nuevo y pueden conocer sus orígenes y la propia ciudad. Todo marcha genial hasta que Gwen llega buscando a sus hijos, no permitirá que sus hijos permanezcan un minuto más en la ciudad y se dispone a llevárselos, pero no lo logra porque el autobús esta averiado. Aggie, muy dolida, accede a una extraña petición de un chico del pueblo de encontrarse con la maligna fuerza que se está apoderando de la ciudad. Gwen y sus hijos la siguen, pero Gwen y Aggie terminan congeladas en el tiempo. Marnie, Dylan y Sophie deberán reunir una serie de elementos que configuren una mágica posición para devolver el poder al talismán de Merlín y desterrar a las tinieblas. Para que su efecto sea legítimo deberán depositarlo en el interior de la gran calabaza en centro de la ciudad, pero esto no será nada fácil ya que las tinieblas los estarán esperando.
Finalmente han descubierto que Kalabar, el alcalde de la ciudad, es quien está detrás de todo. Él detiene a Marnie, pero ella lo desafía y finalmente logra debilitarlo.
Una vez más unidas las brujas de la familia Cromwell, usan sus poderes para desterrarlo y devolver la felicidad a Halloweentown. Finalmente Gwen decide aprobar la iniciación de su hija como bruja y se reconcilia con su madre invitándola a trasladarse a su casa.
Juntos parten hacia el mundo mortal sin saber que no pasará mucho tiempo antes de que regresen de nuevo a Halloweentown.

## Reparto
- Kimberly J. Brown como Marnie Piper.
- Debbie Reynolds como Splendora Agatha "Aggie" Cromwell.
- Judith Hoag como Gwen Cromwell Pi
- Joey Zimmerman como Dylan Piper.
- Emily Roeske como Sophie Piper.
- Phillip Van Dyke como Luke.
- Robin Thomas como Kalabar.
- Rino Romano como Benny.
- Judith M. Ford como Harriet.